# بات ماكورماك (ملاكم مواليد 1995)
بات ماكورماك (بالإنجليزية: Pat McCormack) (مواليد 8 يونيو 1995) هو ملاكم من المملكة المتحدة، مثّل بلاده في الألعاب الأولمبية الصيفية 2016 و2020.

## روابط خارجية
بات ماكورماك على موقع بوكس ريك (الإنجليزية) (registration required)
- بات ماكورماك على موقع اللجنة الأولمبية الدولية (الإنجليزية)
- بات ماكورماك على موقع أوليمبيديا (الإنجليزية)
- بات ماكورماك على موقع اللجنة الأولمبية البريطانية (الإنجليزية)